# لوون آقابابیان
لوون آقابابیان (ارمنی: Լևոն Աղաբաբյան؛ زاده ۱۸۸۷ – درگذشته ۱۹۱۵) ریاضی‌دان اهل ارمنستان که بین سال‌های ۱۹۰۸ تا ۱۹۱۴ مدیر دبیرستان‌هایی در کوتاهیه و آق‌شهر بود.

## زندگی‌نامه
در ۱۸۸۷ در بیتلیس به دنیا آمد. وی آموزگار ریاضیات بود. وی یک مدرسه خصوصی در کوتاهیه تاسیس نمود که تنها به مدت سه سال بع فعالیت پرداخت
. آقابابیان همچنین ویراستار روزنامه «Azatamart» بود. وی در جریان نسل‌کشی ارمنی‌ها در سال ۱۹۱۵ در سن ۲۸ سالگی کشته شد.